# Pirhosigma superficiale
Pirhosigma superficiale är en stekelart som först beskrevs av Fox 1899.  Pirhosigma superficiale ingår i släktet Pirhosigma och familjen Eumenidae. Utöver nominatformen finns också underarten P. s. impurum.